# Afan

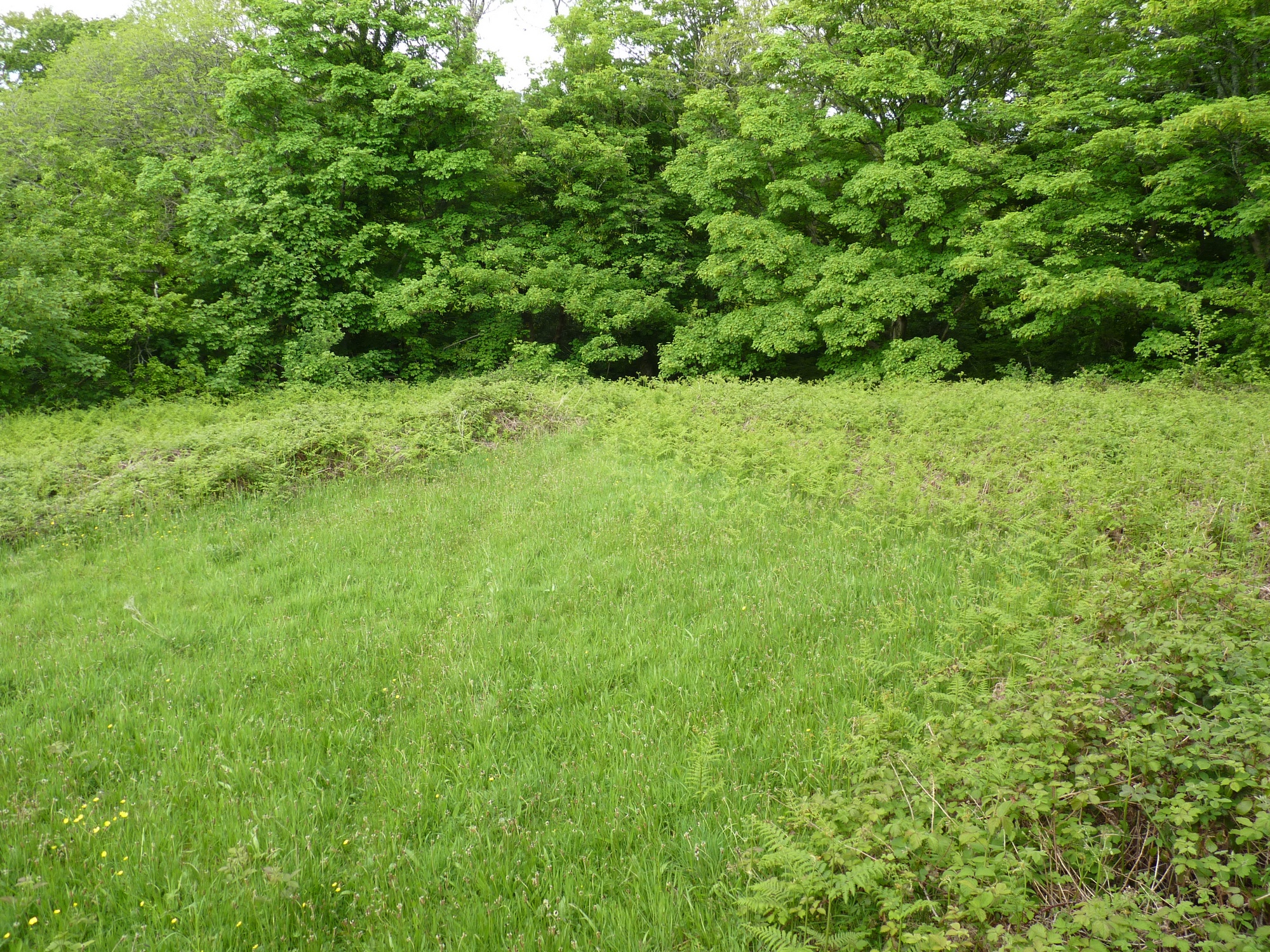
Von Blas Baglan, der Residenz der Lords of Afan, sind nur noch dicht bewachsene Reste der Erdwerke erhalten

Afan war ein mittelalterliches Commote in Südwales. Es erstreckte sich im Bergland von Glamorgan um das Tal des River Afan. Es war die letzte Region in Wales, die bis ins 14. Jahrhundert unter der Herrschaft einer walisischen Dynastie blieb.

## Geschichte
Das südostwalisische Königreich Morganwg wurde Ende des 11. Jahrhunderts von den Normannen erobert. Dennoch behielt Caradog ap Iestyn, der Sohn des letzten walisischen Königs Iestyn ap Gwrgan, als erster Lord of Afan unter lockerer normannischer Oberhoheit die Herrschaft über das Bergland von Glamorgan zwischen dem River Taff im Westen und dem River Neath im Osten, während die fruchtbare Küstenebene unter direkter normannischer Herrschaft fiel. Nach Caradog ap Iestyns Tod teilten seine drei Söhne das Gebiet untereinander auf. Der älteste Sohn Morgan ap Caradog erhielt den westlichsten Teil, der nun Afan genannt wurde. Zwei seiner Brüder erhielten die Herrschaften Glynrhondda und Meisgyn, wobei Morgan ap Caradog als ältester Sohn die Vorherrschaft über die drei Herrschaften beanspruchte. Morgan ap Caradog und sein ältester Sohn Lleision waren loyale Unterstützer des englischen Königs Johann Ohneland, der auch Lord von Glamorgan war und ihnen Newcastle übergeben hatte. Ihr Hauptsitz war vermutlich das stark befestigte Plas Baglan bei Baglan. Nach dem Tod von Lleision 1213 wurde dessen Bruder Morgan Gam Lord of Afan, der die Herrschaft über Newcastle verlor. Zeitlebens versuchte Morgan Gam, die Burg zurückzuerhalten und führte deswegen mehrere bewaffnete Konflikte mit den Lords of Glamorgan. Sein Erbe wurde 1241 sein Sohn Lleision, dem sein Bruder Morgan Fychan folgte. Morgan Fychan bekämpfte wie sein Vater die Engländer und wurde wegen seiner Unterstützung des walisischen Fürsten Llywelyn ap Gruffydd zeitweise aus seiner Herrschaft vertrieben. 1288 wurde sein Sohn Lleision sein Nachfolger, er kooperierte wieder mit den Engländern, heiratete eine Tochter des englischen Adligen Walter de Sully und nahm den Namen de Avene an. Als einzige walisische Lords konnten damit die Lords of Afan auch nach der englischen Eroberung von Wales ihre Herrschaft behalten, sie verschmolzen jedoch mit der englischen Oberschicht. Lleisions Nachfolger wurden sein Sohn John und sein Enkel Thomas de Avene. Dessen Tochter Jane erbte seinen Besitz, sie heiratete den englischen Adligen William Blount, der vor 1373 seine Rechte in Afan mit Edward le Despenser, dem Lord of Glamorgan, gegen Ländereien in England, vermutlich in Warwickshire, tauschte.